# Bortigali
Bortigali (en sard, Bortigale) és un municipi italià, dins de la província de Nuoro. L'any 2007 tenia 1.543 habitants. Es troba a la regió de Marghine. Limita amb els municipis de Birori, Bolotana, Dualchi, Macomer i Silanus.

## Administració
| Període | Identitat  | Partit        |
| ------- | ---------- | ------------- |
| 2005-   | Marco Mura | Llista cívica |